# Florian Raspentino
Florian Raspentino (Marignane, 6 giugno 1989) è un calciatore francese, attaccante del Cannes.

## Biografia
Possiede il passaporto algerino.